# Williamson (Géorgie)
Pour les articles homonymes, voir Williamson.
Williamson est une ville américaine située dans le comté de Pike, en Géorgie. Selon le recensement de 2020, sa population est de 681 habitants.